# St Cleer

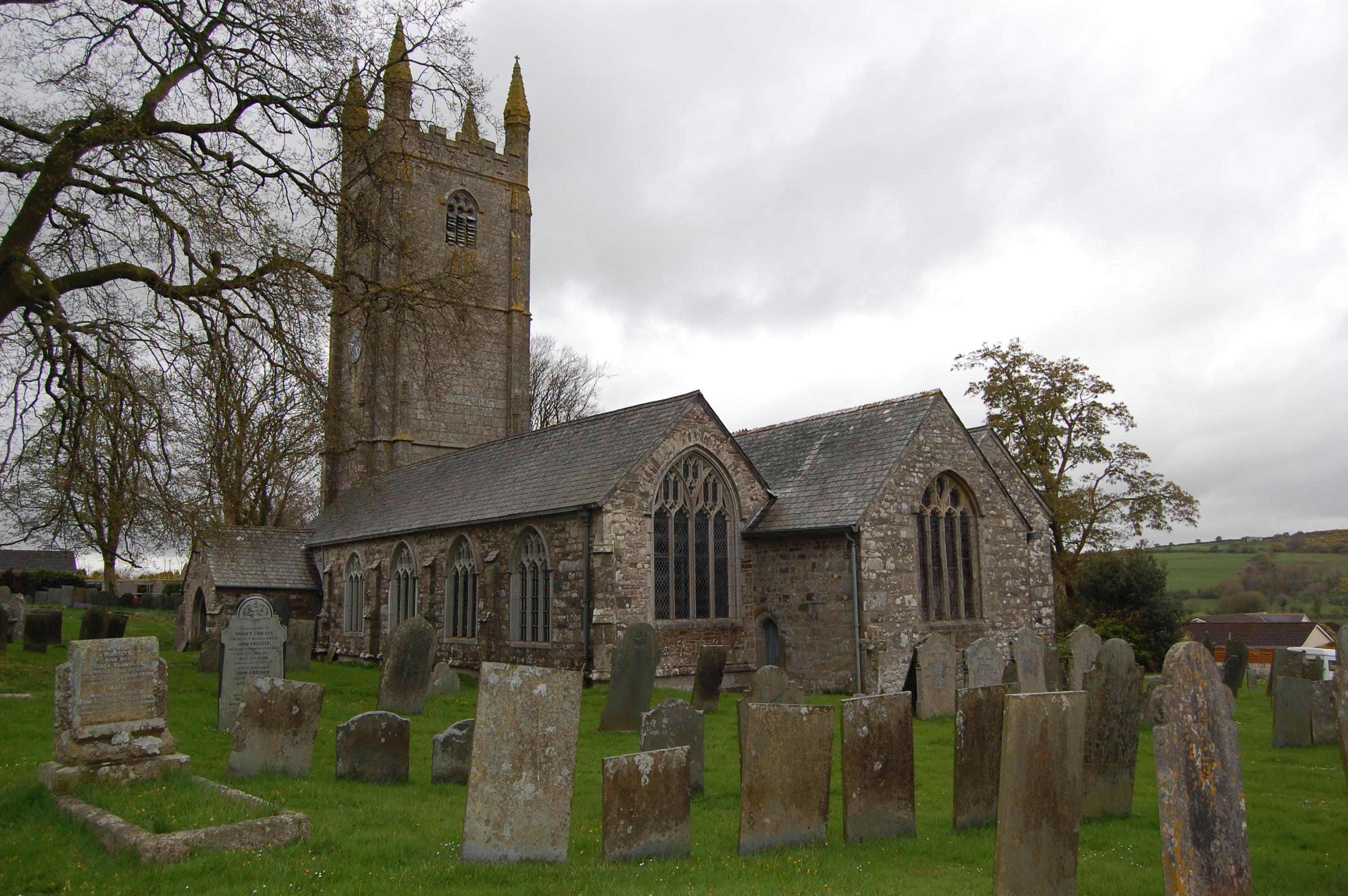
St Cleer: la chiesa di San Clarus

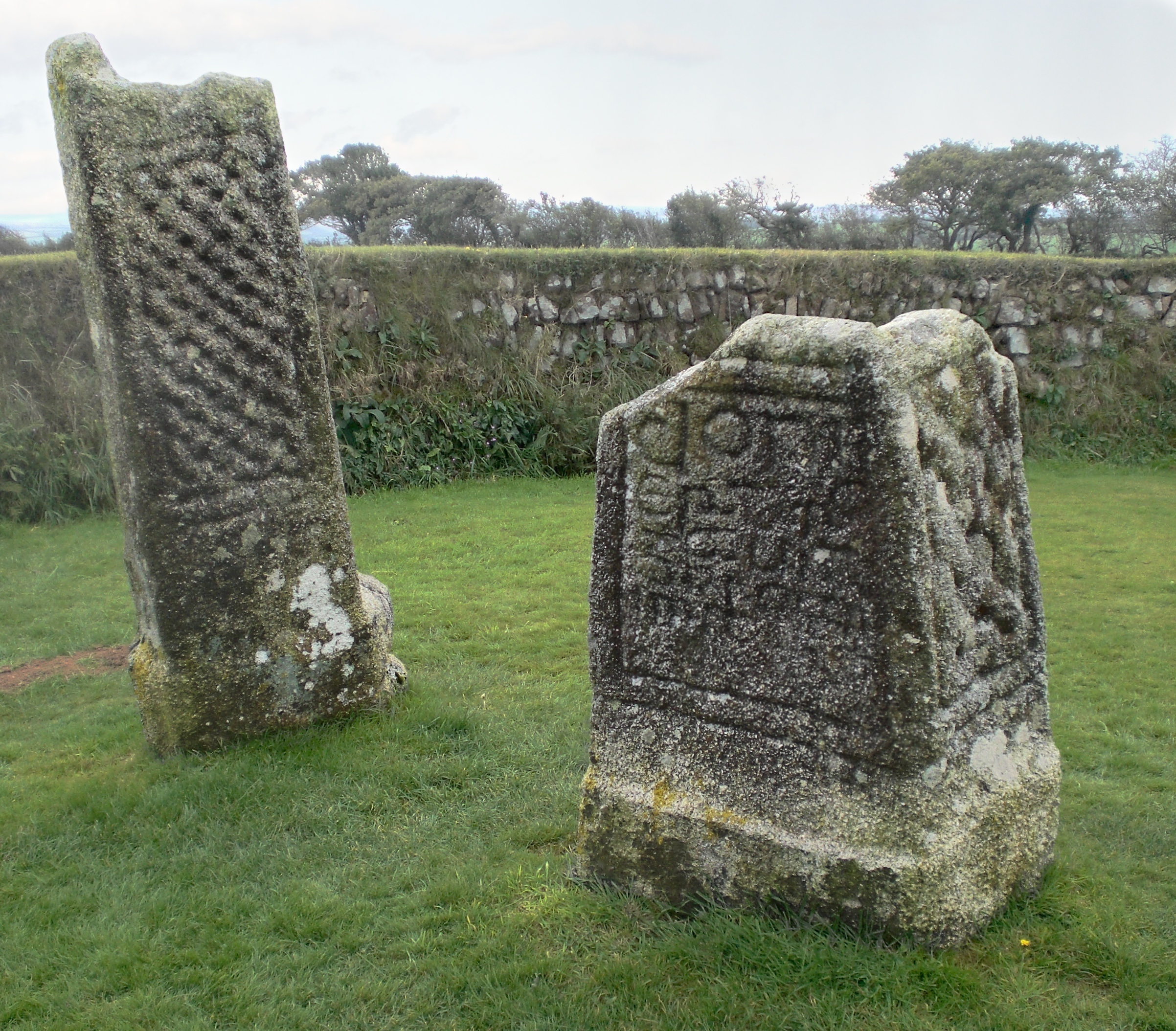
St Cleer: la pietra di re Doniert (King Doniert's Stone)

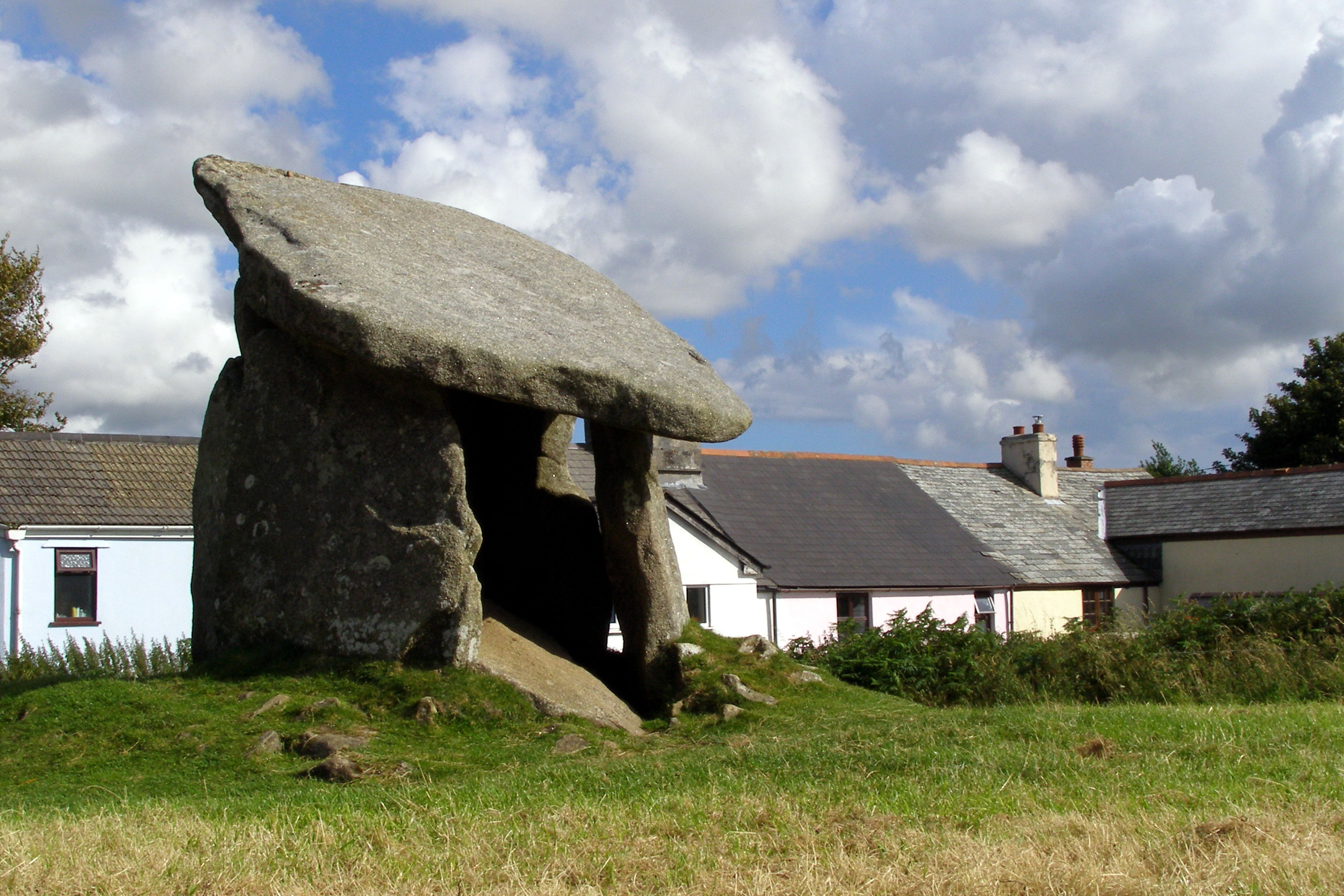
Trevethy Quoit, sito megalitico nei pressi di St Cleer

St Cleer (in lingua cornica: Ryskarasek) è un villaggio con status di parrocchia civile della contea inglese della Cornovaglia (Inghilterra sud-occidentale), facente parte del distretto di Caradon e situato ai margini della brughiera di Bodmin (Bodmin Moor). L'intera parrocchia civile conta una popolazione di circa 3 300 abitanti.

## Geografia fisica
Il villaggio di St Cleer si trova ad est di Bodmin ed è situato lungo il margine sud-orientale della brughiera di Bodmin, a pochi chilometri a nord di Liskeard.

## Origini del nome
St Cleer deve il proprio nome al patrono locale, San Clarus.

## Monumenti e luoghi d'interesse

### Architetture religiose

#### Fonte sacra di St Cleer
Principale attrazione turistica di St Cleer è una fonte sacra risalente al XV secolo e che secondo, la tradizione, avrebbe proprietà curative.

#### Chiesa di San Clarus
Nei pressi della fonte sacra si trova una chiesa dedicata a San Clarus, costruita nella forma attuale nel XIII secolo sulle rovine della chiesa preesistente eretta agli inizi del IX secolo, alla quale venne aggiunto un campanile nel XV secolo.

#### Dissenter's Chapel
Altro edificio religioso di St Cleer è la Dissenter's Chapel, eretta nel 1864 dalla Caradon Miners' & Mechanics' Friendly Society.

### Siti archeologici

#### Pietra di re Doniert
Altro punto d'interesse è rappresentato dalla pietra di re Doniert (King Doniert's Stone), costituita da due parti di una croce eratta in onore di Doniert o Durngarth, un re di Dumnonia morto nell'875 durante l'attraversamento del fiume Fiume, e decorate dall'iscrizione in lingua latina Doniert rogauit pro anima.

#### Longstone Cross
Altra croce di epoca medievale è la Longstone Cross o Long Tom: dell'altezza di 2,6 metri e del diametro di 0,7 metri, è stata forse eretta prima della conquista normanna o forse nel XV secolo e si potrebbe trattare di un sito pagano poi cristianizzato.

#### Trethevy Quoit
Nei pressi del villaggio, si trova il Trethevy Quoit, una camera di sepoltura risalente al Neolitico e formata da sette pietre.

### Aree naturali
Altro punto d'interesse nei pressi del villaggio è inoltre rappresentato dalle Golitha Falls.

## Società

### Evoluzione demografica
A fine giugno 2018, la parrocchia civile di St Cleer contava una popolazione stimata in 3 319 abitanti, di cui 1705 erano le persone di sesso femminile e 1614 le persone di sesso maschile.
Le persone al di sotto dei 18 anni erano stimate in 527 unità (di cui 287 erano i bambini al di sotto dei 10 anni), mentre le persone di età pari o superiore ai 65 anni erano stimate in 917 unità (di cui 193 erano le persone di età pari o superiore agli 80 anni).
La parrocchia civile ha conosciuto un incremento demografico rispetto al 2011, quando la popolazione censita era pari a 3 297 unità e al 2001, quando la popolazione censita era pari a 3 257 unità.

## Geografia antropica

### Suddivisioni amministrative
La parrocchia civile di St Cleer comprende i seguenti villaggi:
- St Cleer
- Crow's Nest[4][16]
- Tremar[4][17]
- Tremar Coombe[4]